# San José Súchil
San José Súchil är en ort i Mexiko.   Den ligger i kommunen Maltrata och delstaten Veracruz, i den sydöstra delen av landet, 210 km öster om huvudstaden Mexico City. San José Súchil ligger 2 492 meter över havet och antalet invånare är 1 684.
Terrängen runt San José Súchil är bergig österut, men västerut är den kuperad. Runt San José Súchil är det tätbefolkat, med 411 invånare per kvadratkilometer. Närmaste större samhälle är Orizaba, 15,0 km öster om San José Súchil. I omgivningarna runt San José Súchil växer i huvudsak städsegrön lövskog.